# فرچه‌پای آذری
فرچه‌پای آذری (نام علمی: Pararge adrastoides) گونه‌ای پروانه است که در تیره فرچه‌پایان قرار دارد. زیستگاه این پروانه جمهوری آذربایجان، قفقاز جنوبی و ایران است. پهنای بال این پروانه ۴۲ تا ۴۸ میلی‌متر است.